# Franz de Rainville

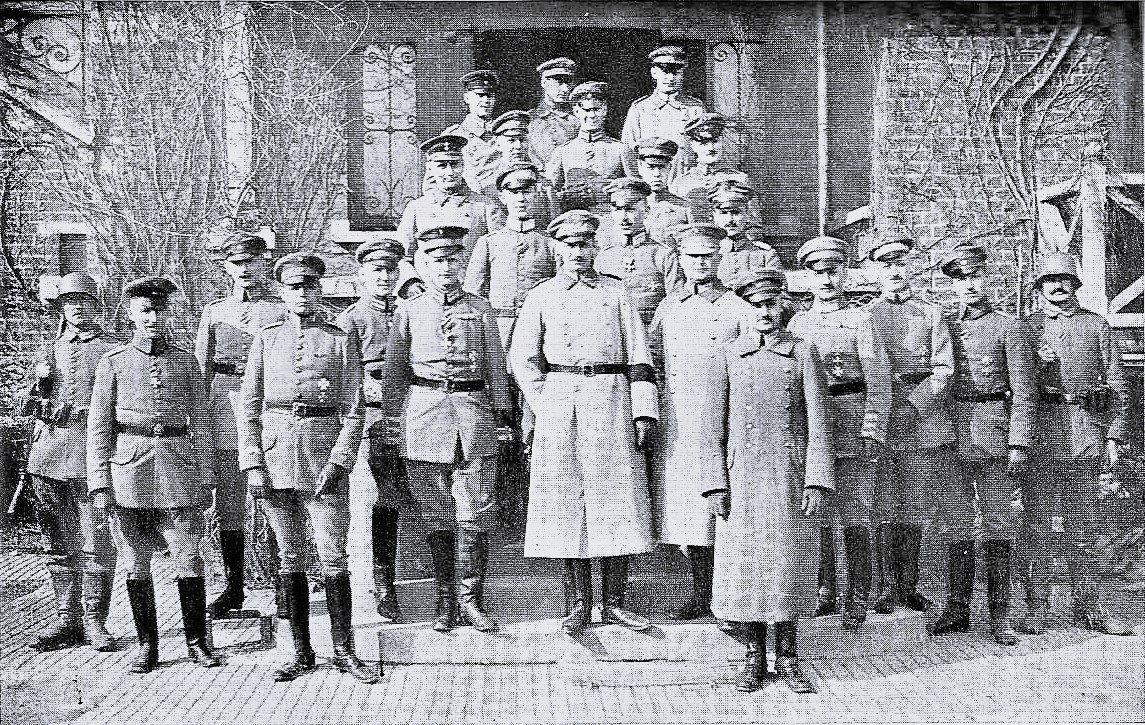
Großherzog Friedrich Franz IV. mit Offizieren des Grenadier-Regiments Nr. 89 vor dem Regiments-Stabsquartier in Évin-Malmaison (... - ... - der Großherzog - Major de Rainville - ... - ...)

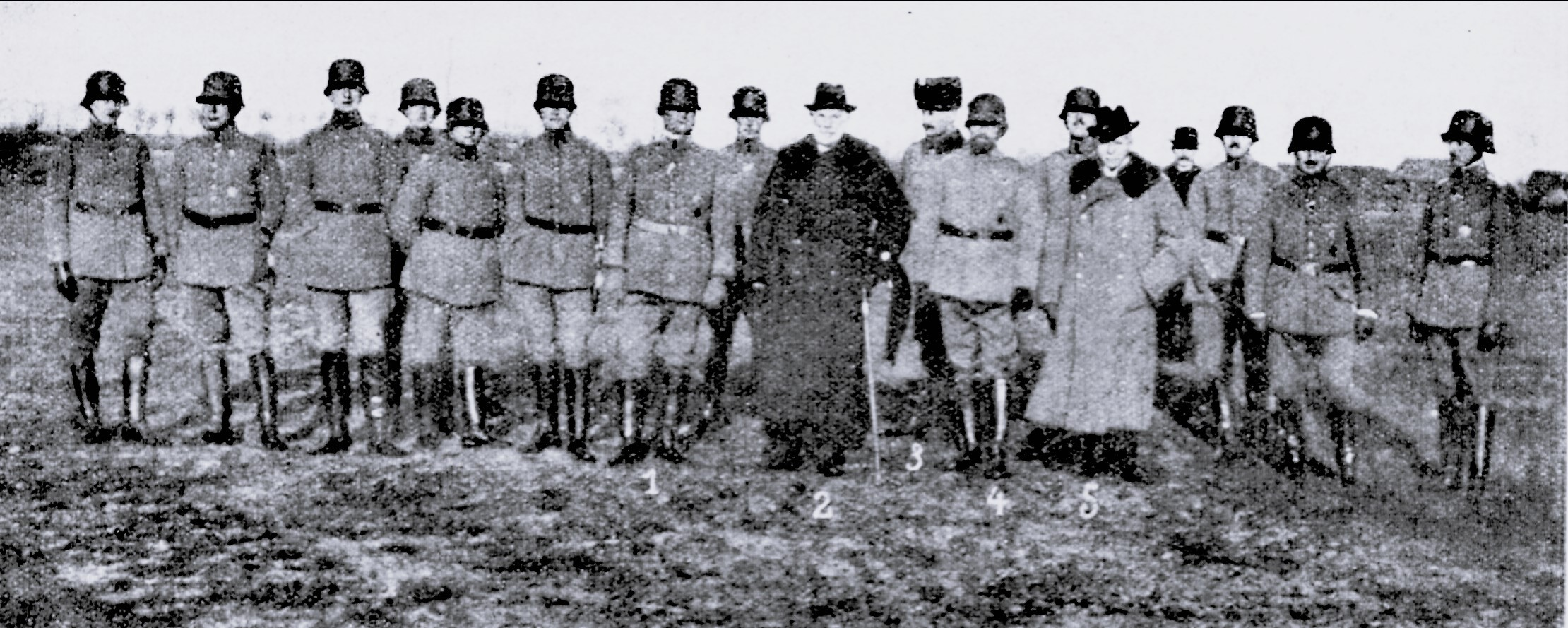
1916 beim Frontbesuch des Lübeckischen Bürgermeisters (9), de Rainville (7)

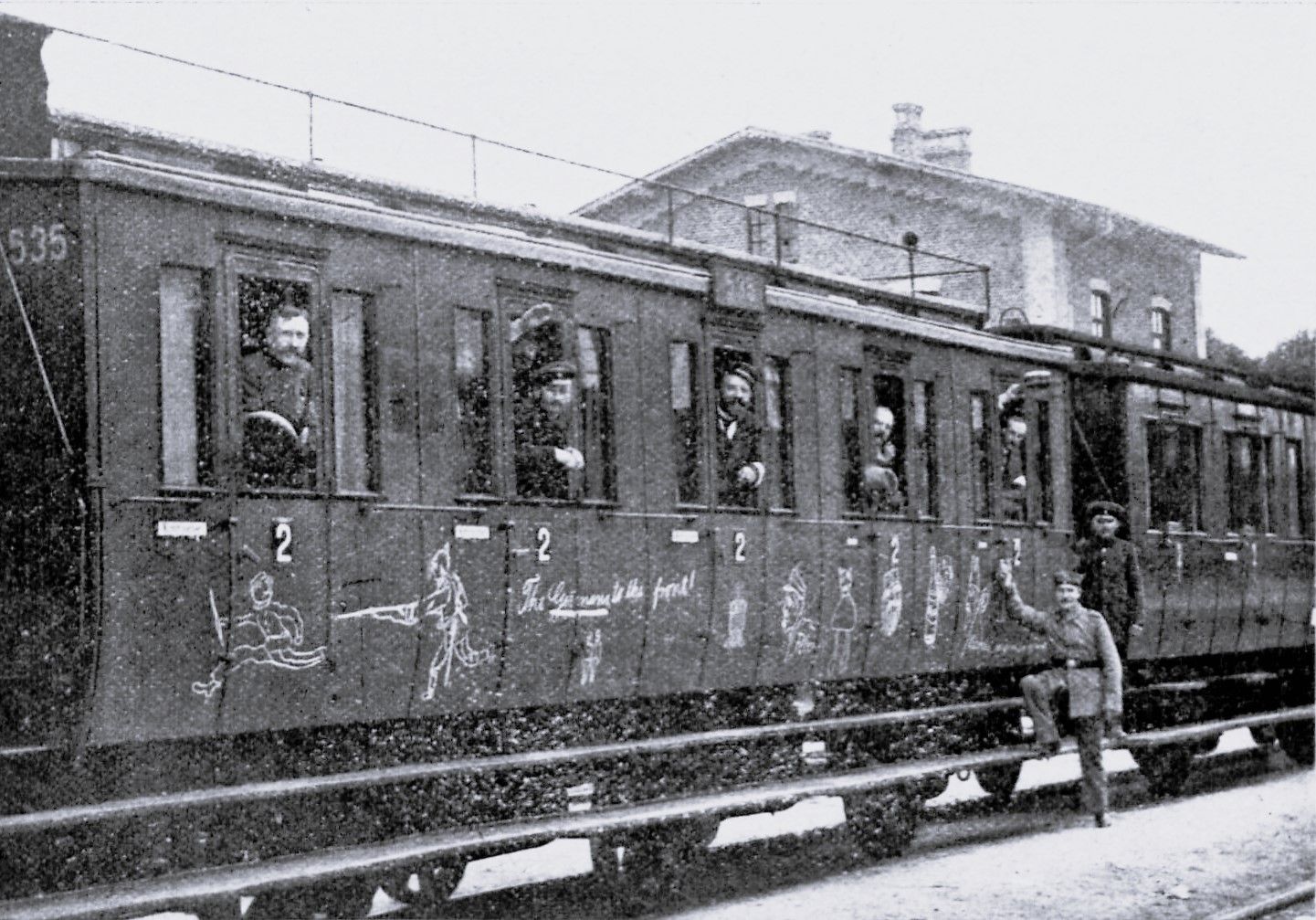
Das Eutiner Offizierskorps der 162er rückt ins Kriegslager aus

Franz de Rainville, auch Francisco de Rainville (* 21. April 1869 in Cachoeiro de Itapemirim, Espírito Santo, Brasilien; † 7. Dezember 1933 in Rio de Janeiro) war ein deutscher Oberstleutnant.

## Leben
Rainville trat 1889 nach dem Abitur als Avantageur in das Infanterie-Regiment „Kaiser Wilhelm“ (2. Großherzoglich Hessisches) Nr. 116 ein. Hier wurde er 1891 Sekondeleutnant und 1899 Oberleutnant. Aufgrund seiner sprachlichen Begabung legte er die Prüfung zum Italienisch-Dolmetscher mit dem Prädikat „besonders geeignet“ ab und wurde erst Militärlehrer am Kadettenhaus Wahlstatt, später an der Hauptkadettenanstalt. 1906 wurde er Hauptmann und 1911 Kompaniechef beim Infanterie-Regiment „Bremen“ (1. Hanseatisches) Nr. 75, bevor er in der gleichen Eigenschaft zur 9. Kompanie des Infanterie-Regiments „Lübeck“ (3. Hanseatisches) Nr. 162 in die neugeschaffene Garnison Eutin versetzt wurde.
Im Ersten Weltkrieg bewährte er sich vor Noyon und wurde im November 1914 zum Major befördert und zum Kommandeur des III. Bataillons ernannt. 1917 wurde er als Bataillonskommandeur zum neu aufgestellten Infanterie-Regiment Nr. 463 der 238. Infanterie-Division versetzt, bevor er am 2. März 1918 zum Kommandeur des Großherzoglich Mecklenburgischen Grenadier-Regiments Nr. 89 ernannt wurde. Dieses Regiment führte er ab 21. März 1918 in der Großen Schlacht in Frankreich und konnte während der anfänglichen Erfolge der deutschen Truppen 650 Gefangene einbringen sowie 32 Geschütze, zwölf schwere und 25 leichte MG, zwei schwere Minenwerfer und neben zwei Gaswerfer-Batterien eine Menge anderes Material erbeuten. Nach dem Ende der Offensive wurde Rainville mit seiner Truppe für eine Ruhe- und Ausbildungszeit aus der Front gezogen. Danach lag er in Stellungskämpfen bei Abscon und kam u. a. am Chemin des Dames zum Einsatz.
Für das Halten seines Regiments an der Champagnefront vom 29. September bis 17. Oktober 1918 an wichtiger Stelle wurde de Rainville vom Armeeoberkommando 1 telegraphisch zum Orden Pour le Mérite eingegeben. Wilhelm II. verlieh ihm am 6. November 1918 diese hohe Auszeichnung. Die Abwehrkämpfe seines Regiments bei St. Fergeux um den Besitz des Signalbergs vom 29. Oktober bis 1. November fanden im Heeresbericht anerkennende Erwähnung. 
Mit dem Waffenstillstand trat das Regiment den Heimweg an und schied am 29. November bei Rothenbach vorläufig aus dem Divisionsverband. Das Regiment wurde am 31. Dezember 1918 zu einem Bataillon formiert. Es war in Mecklenburg und Berlin zum Heimatschutz verpflichtet und wurde tags drauf nach Treuenbrietzen transportiert. Am 12. marschierte es zur Reichshauptstadt und besetzte dort, als es am 15. eintraf, in Neukölln das Rathaus, das Amtsgericht, die Schule in der Boddinstraße und die Kindl-Brauerei. Für den erkrankten Kommandeur übernahm Major von Brockhusen die Führung des Regiments und schützte die Wahl zur Deutschen Nationalversammlung am 19. Januar 1919.
Am 4. Februar kehrte Rainville zu seinem letzten Friedenstruppenteil nach Eutin zurück. Im November 1919 wurde ihm mit Genehmigung seines Abschiedsgesuches der Charakters eines Oberstleutnants mit der gesetzlichen Pension verliehen.
Rainville kehrte in seine brasilianische Heimat zurück. Dort leitete er die Ortsgruppe des Stahlhelms in Rio de Janeiro, der damaligen Hauptstadt Brasiliens. Hier ist er nach einer längeren schweren Krankheit verstorben.
Zum 25. Jahrestag der Eutiner Garnison verlieh Udo, Sohn des inzwischen verstorbenen Kriegsbataillonskommandeurs, der dortigen Kaserne die den Namen des Kriegskommandeurs des Regiments.

## Auszeichnungen
- Eisernes Kreuz (1914) II. und I. Klasse
- Ritterkreuz des Königlichen Hausordens von Hohenzollern mit Schwertern
- Mecklenburgisches Militärverdienstkreuz I. Klasse anlässlich des 25. Jahrestages seines Eintritts in das Großherzoglich Mecklenburgische Grenadier-Regiment Nr. 89[4]
- Lübecker Hanseatenkreuz